# Сантьяго Вондерерз
«Сантья́го Во́ндерерз» (ісп. Club de Deportes Santiago Wanderers S.A.D.P.) — чилійський футбольний клуб з Вальпараїсо. Заснований 15 серпня 1892 року.

## Досягнення
- Чемпіон Чилі (3): 1958, 1969, 2001
- Володар Кубка Чилі (3): 1959, 1961, 2017